# أوهلونغين
أوهلونغين (بالفرنسية: Ohlungen) هي بلدية تقع في إقليم الراين الأسفل من منطقة ألزاس في شمال شرق فرنسا. تبلغ مساحة هذه المدينة 8.39 (كم²)، يبلغ عدد سكانها 1247 نسمة حسب إحصاء المعهد الوطني للإحصاء والدراسات الاقتصادية سنة 2009 م. وترأس جان ماري ساندر البلدية خلال فترة (2001 - 2008).

## أعلام
- جان ماري ساندر

## وصلات خارجية
- صفحة البلدية على موقع المعهد الوطني للإحصاء والدراسات الاقتصادية (بالفرنسية)